# 長鬚鰍鮀
长须鰍鮀（学名：Gobiobotia longibarba）为輻鰭魚綱鯉形目鲤科鰍鮀屬的鱼类，是中国的特有物种。分布于浙江省曹娥江水系和富春江水系、珠江水系和长江水系、红河水系和澜沧江水系等，常见于水体底层生活。该物种的模式产地在浙江嵊县。體長可達8公分。